# Руљак
Руљак (мкд. Руљак) је насеље у Северној Македонији, у источном делу државе. Руљак је село у саставу општине Карбинци.

## Географија
Руљак је смештен у источном делу Северне Македоније. Од најближег града, Штипа, насеље је удаљено 20 km североисточно.
Насеље Руљак се налази у историјској области Јуруклук, која представља западни, брдски део планинског ланца Плачковице, који се уздиже ка истоку. Надморска висина насеља је приближно 560 метара.
Месна клима је умерено континентална.

## Становништво
Руљак је према последњем попису из 2002. године имао 2 становника.
Већинско становништво су етнички Македонци (100%). Турци су били искључиво становништво насеља до почетка 20. века, а потом су се спонтано иселили у матицу.
Претежна вероисповест месног становништва је православље.